# Bad Hofgastein
Bad Hofgastein [baːt ˈhoːfɡastaɪ̯n] ist eine Marktgemeinde mit 6677 Einwohnern (Stand 1. Jänner 2025) im Bezirk St. Johann im Pongau, im Land Salzburg in Österreich. Sie ist eine Kur-, Sommer- und Wintersportgemeinde.

## Geografie
Die Gemeinde liegt im Gasteinertal im Pongau im Salzburger Land. Bis Ende 2002 gehörte die Gemeinde zum Gerichtsbezirk Gastein, seit 2003 ist sie Teil des Gerichtsbezirks Sankt Johann im Pongau. Das Gemeindegebiet umfasst das mittlere Tal der Gasteiner Ache. Zu den Nebenbächen der Gasteiner Ache in Bad Hofgastein zählen der Angerbach, der Aubach, der Gadauner Bach, der Harbach, der Leidalmbach, der Rastötzenbach, der Schloßbach und der Wiedner Almbach. Stehende Gewässer sind der Gasteiner Badesee im Tal und die kleinen Gebirgsseen Ecklgrubensee, Erzwiessee, Kleiner Erzwiessee, Laidalpsee und Mitterastensee. Der tiefste Punkt der Gemeinde liegt im Norden bei 820 Meter über dem Meer. Im Osten steigt das Land zur Ankogelgruppe an. Die höchsten Erhebungen sind Laderdinger Gamskarspitz (2413 m), Frauenkogel (2423 m) und Gamskarkogel (2467 m). Im Westen liegt die Goldberggruppe mit den Gipfeln Kramkogel (2454 m), Türchlwand (2577 m) und Silberpfennig (2600 m).
Das Gemeindegebiet umfasst 103,72 Quadratkilometer. Davon sind 11 Prozent landwirtschaftliche Nutzfläche, 43 Prozent Wald und 39 Prozent Almen.

### Gemeindegliederung
Das Gemeindegebiet umfasst folgende 10 Ortschaften (in Klammern Einwohnerzahl Stand 1. Jänner 2025):
- Anger (1275) mit den Ortsteilen Dietersdorf, Hundsdorf, Kreuzbichl und Nesslach
- Bad Hofgastein (2861) mit den Ortsteilen Gallwies und Kronwald
- Breitenberg (260) mit dem Ortsteil Stein
- Gadaunern (225) mit dem Ortsteil Faschingberg
- Harbach (280)
- Heißingfelding (657) mit den Ortsteilen Felding und Heißing
- Laderding (154) mit den Ortsteilen Oberladerding und Unterladerding
- Vorderschneeberg (606) mit dem Ortsteil Lafen
- Weinetsberg (110) mit dem Ortsteil Haitzing
- Wieden (249)

Die Gemeinde besteht aus den Katastralgemeinden Bad Hofgastein, Harbach, Heißingfelding, Vorderschneeberg und Wieden.

### Nachbargemeinden
|        | Dorfgastein                                 |            |
| Rauris | Kompassrose, die auf Nachbargemeinden zeigt | Großarl    |
|        | Bad Gastein                                 | Hüttschlag |

## Geschichte

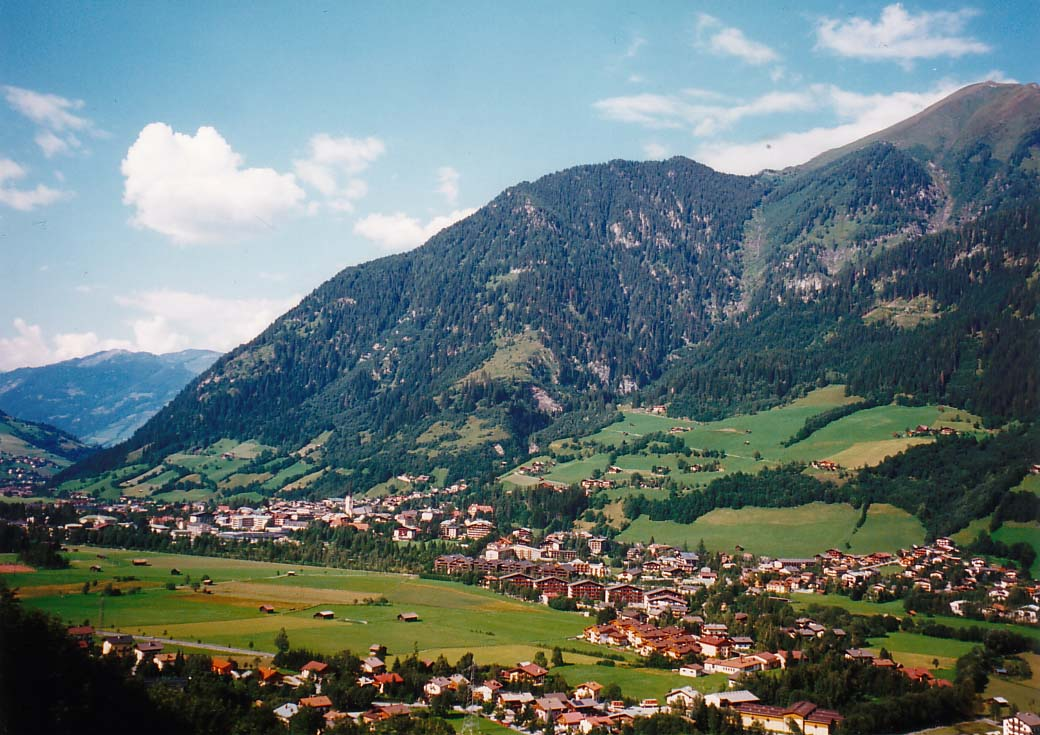
Blick vom erhöhten Ortsteil Anger am Angertal auf Bad Hofgastein in Richtung Norden. Im Vordergrund gelegen der Ortsteil Hundsdorf; im Hintergrund der Hauptort mit Kirche

Die Geschichte Bad Hofgasteins reicht in die Römerzeit zurück, denn dieser Ort war das Zentrum des Silber- und Goldbergbaus am Radhausberg, im Angertal und im Pochkar.

### Mittelalter und Frühe Neuzeit
Bad Hofgastein liegt an der breitesten Stelle des Tals, weshalb die Siedlung auch zum Hauptort Gasteins wurde. Hier befand sich auch die erste Pfarre des Tals und der Gerichtssitz (Gerichtshof) der Region Gastein. So erhielt die Ortschaft die Bezeichnung Hof in der Gasstein, später wurde daraus Hofgastein.
Im Hochmittelalter war Hofgastein das Zentrum des Warenaustausches zwischen Italien und Österreich bzw. Deutschland ober die beiden Gasteiner Tauern. Auf dem schon von den Römern ausgebauten Weg über den Korntauern gelangten Südfrüchte, Wein und andere Erzeugnisse in dieses Gebirgstal, um gegen Gold und Silber eingetauscht zu werden. Das Marktrecht wurde im 13. Jahrhundert verliehen.
Die Pfarrkirche wurde 894 als kleines Kirchlein errichtet und erhielt ihr heutiges gotisches Aussehen im 15. Jahrhundert.
Der Verfall des Goldpreises, Naturkatastrophen, der Ausbruch der Pest 1574 sowie die sozialen und religiösen Auseinandersetzungen während und nach dem Dreißigjährigen Krieg führten zu einem völligen Niedergang des Ortes.

### 19. Jahrhundert
Eine zweite Blüte erreichte Hofgastein nach der Aufhebung des Erzbistums Salzburg und dem Anschluss an Österreich seit 1807 als Heilbad. Am 23. August 1828 erfolgte die Verleihung des „immerwährenden“ Rechtes auf Bezug von Ein-Fünftel-Anteil des Thermalwassers aus den Quellen von Bad Gastein durch Kaiser Franz I. Das Wildbad (heute gibt es ein „Felsenbad“) in Badgastein war überlaufen, ein dort beabsichtigter Erweiterungsbau kam nach Verwüstung des Geländes durch ein Hochwasser 1828 nicht zustande. Anfangs wurde das Wasser von Bräuer Moser, der einen Badesaal in seiner Brauerei einrichtete, mit Wagen in Fässern nach Bad Hofgastein herbeigeschafft. Pläne des Bergbeamten und Technikers Joseph Gainschnigg (1759–1835), Sohn des Böcksteiner Mesners, für eine Thermalwasserleitung existierten schon länger. Ladislaus Pyrker (Erzbischof von Erlau, Patriarch von Venedig) schlug den Bau einer solchen Leitung vor, im Juni 1825 wurde das Projekt Gainschnigg kommissioniert, erst am 23. August 1828 entschied sich der Kaiser per Resolution dafür. Eine Aktiengesellschaft von 34 Bürgern zur Aufbringung der Kosten wurde 1828 gegründet, Pyrker schloss sich mit einem hohen Betrag an und übernahm den Vorsitz. 1828 bis 1830 wurde die 7250 m lange Leitung aus 2235 Fichten- und Lärchenstämmen – ein Stamm je 3,24 m Länge – mit beim Einlauf 6 und dann 5 Zoll (etwa 13 cm) Bohrdurchmesser und durchschnittlich 3,24 m Länge errichtet; teils zutage liegend, teils nur wenig in die Erde gebettet. Die Regierung unterstützte das Projekt mit der Lieferung von 500 Stämmen. So flossen täglich rund 200 Kubikmeter die 140 m Höhenunterschied mit rund 3,3 Promille Gefälle von Bad Gastein herunter.
Ab 1843 wurde begonnen, die über Erde liegenden Holzrohre durch Tonröhren zu ersetzen. Im selben Jahr bestand die Leitung aus 372 Holzröhren weniger und aus 3000 Tonröhren (eine je 40 cm Länge). Das Wasser war 2¼ Stunden unterwegs, wurde mit Sandelholzspänen getestet und kühlte auch bei anhaltendem Schlechtwetter im Sommer von eingangs 38 °R (47,5 °C) nur auf 28 °R (35 °C) ab. In der wärmeren Jahreszeit ließ man das dann zu warme Wasser durch Stehen über 10–12 Stunden um 5–6 °R abkühlen. Durch die Filialbadeanstalt nahm Bad Hofgastein einen wirtschaftlichen Aufschwung. Pyrker stiftete Kaiser Franz I. 1847 ein Denkmal am Hauptplatz/Kaiser-Franz-Platz. Die Holzrohre wurden mit der Zeit ganz durch Tonröhren ersetzt, 1879 floss doppelt so viel Wasser pro Tag durch die Leitung. Die Länge blieb bis zum Neubau 1953 gleich.

### 20. und 21. Jahrhundert
Ab 1828 durfte der Ort den Zusatz Heilbad führen. Seit 1936 führt der Ort die Bezeichnung Bad Hofgastein.
Heutzutage fließen 1000 m³ Thermalwasser pro Tag nach Hofgastein, die ergiebigste Quelle in Badgastein schüttet mehr und mit fast 47 °C.
Am 8. Dezember 2017 wurden nach einem Felssturz in der Woche davor etwa 250 m³ Gestein durch eine Sprengung vom Ingelsberg gelöst und von Stützbauten aufgefangen, um Häuser und die Gasteiner Straße vor Steinschlaggefahren zu schützen.

## Politik

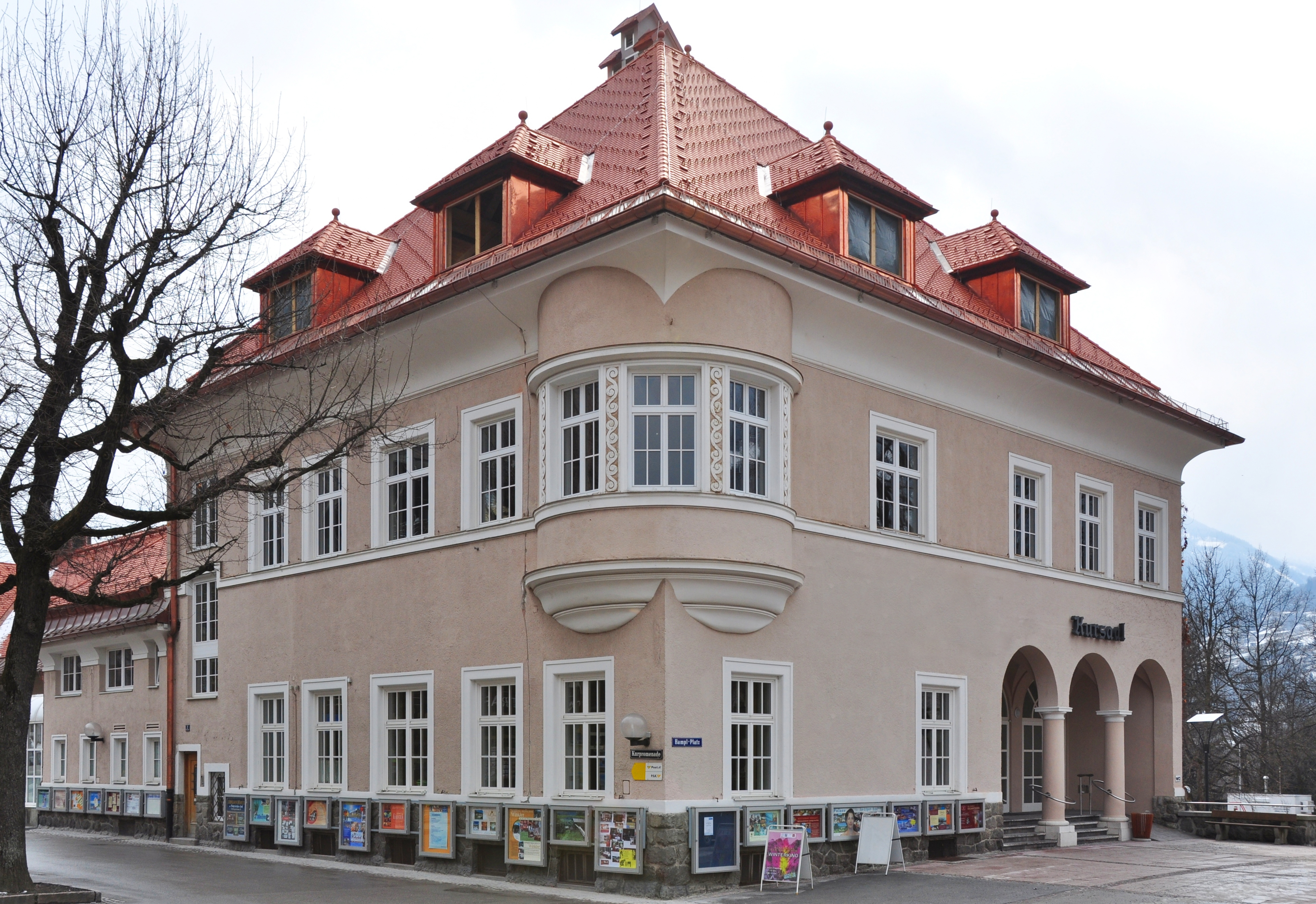
Kurhaus und Gemeindeamt Bad Hofgastein

### Gemeinderat
| Gemeinderatswahl 2024Wahlbeteiligung: 70,9 % 50403020100 45,4 % (+6,6 %p)27,5 % (−6,5 %p)14,6 % (+1,8 %p)12,5 % (−1,9 %p) ÖVPSPÖFPÖGFBH20192024 |

Die Gemeindevertretung hat insgesamt 25 Mitglieder.
- Mit den Gemeindevertretungs- und Bürgermeisterwahlen in Salzburg 2004 hatte die Gemeindevertretung folgende Verteilung: 13 SPÖ, 8 ÖVP, 3 LBH, und 1 FPÖ.
- Mit den Gemeindevertretungs- und Bürgermeisterwahlen in Salzburg 2009 hatte die Gemeindevertretung folgende Verteilung: 12 ÖVP, 10 SPÖ, 2 LBH, und 2 FPÖ.[12]
- Mit den Gemeindevertretungs- und Bürgermeisterwahlen in Salzburg 2014 hatte die Gemeindevertretung folgende Verteilung: 13 ÖVP, 10 SPÖ, und 2 FPÖ.[13]
- Mit den Gemeindevertretungs- und Bürgermeisterwahlen in Salzburg 2019 hatte die Gemeindevertretung folgende Verteilung: 10 ÖVP, 9 SPÖ, 3 GfBH, und 3 FPÖ.[14]
- Mit den Gemeindevertretungs- und Bürgermeisterwahlen in Salzburg 2024 hat die Gemeindevertretung folgende Verteilung: 12 ÖVP, 7 SPÖ, 3 FPÖ und 3 GFBH.[15]

### Bürgermeister
- 1999–2009 Benedikt Lang (SPÖ)[16]
- 2009–2019 Fritz Zettinig (ÖVP)[17]
- seit 2019 Markus Viehauser (ÖVP)[18]

### Wappen
Das Wappen der Gemeinde ist: Im geteilten Schild oben in Gold Hammer und Schlägel in natürlichen Farben schräg übereinander gekreuzt und unten in silbernem Felde eine naturfarbene hölzerne Badewanne.

## Kultur und Sehenswürdigkeiten

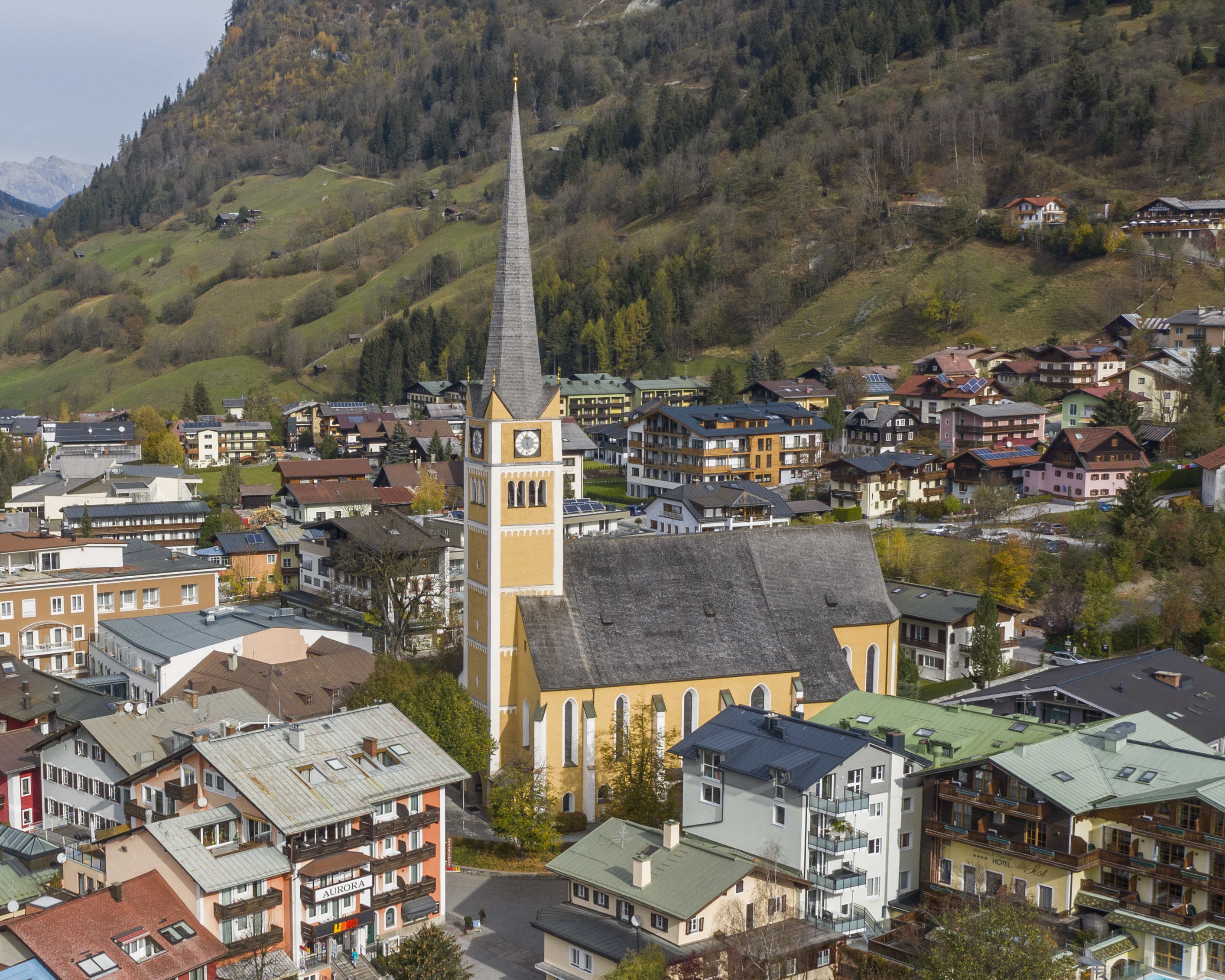
Kath. Pfarrkirche Mariä Himmelfahrt

- Katholische Pfarrkirche Mariä Himmelfahrt: Die Liebfrauenkirche, eine dreischiffige Staffelhalle, wurde in den Jahren 1498 bis 1507 errichtet. Der spitzbehelmte Turm stammt aus dem Jahr 1602. Das prunkvolle Herzstück der Kirche stellt der prächtige Barockaltar dar, der als das herausragende Hauptwerk des Malers Josef Andrä Eisl und des Bildhauers Paul Mödlhammer gilt. Das Zentrum des Hochaltars bildet die gotische Darstellung einer thronenden Madonna, das Gnadenbild der Hofermutter aus der Zeit um 1500. Die Kanzel und die Seitenaltäre stammen aus der ersten Hälfte des 18. Jahrhunderts.
- Evangelische Heilskirche (erbaut 1960)
- Weitmoserschlössl

## Wirtschaft und Infrastruktur
Bad Hofgastein ist eine international bekannte Kur- und Wintersportgemeinde mit etwa 145.000 Gästen pro Jahr und Kur-, Kongress- und Veranstaltungseinrichtungen sowie einer Fußgängerzone mit Geschäften, Hotels, Cafés und Restaurants. Daneben gibt es die Alpentherme Gastein mit dem Alpen-Kurpark und der seit Jahrhunderten bekannten Gasteiner Radon-Thermalkur (Radonbalneologie). So wurde die Therme wie auch jene in Bad Gastein zumindest von den 1900ern bis in die 1930er Jahre als die Radioaktivste Therme der Welt bezeichnet.
Das gemeinsame Skigebiet von Bad Hofgastein und Bad Gastein, die Skischaukel Schloßalm-Angertal-Stubnerkogel, ist Teil der Skiregion Gasteinertal des Schiverbunds Ski amadé, und bietet über 80 km Piste, mit gesamt 5 Seilbahnen, 7 Sessel- und 7 Schleppliften. Es zieht sich aus dem Ort auf die Schlossalm (2050 m) und die Hohe Scharte (2300 m ü. A.) unterhalb der Türchlwand, von dort in das Skizentrum Angertal auf 1175 m und den Stubnerkogel (2250 m ü. A.) über Bad Gastein.
In der Gemeinde gibt es 120 bäuerliche Betriebe mit 7.200 Hektar Almflächen und 28 Almen.

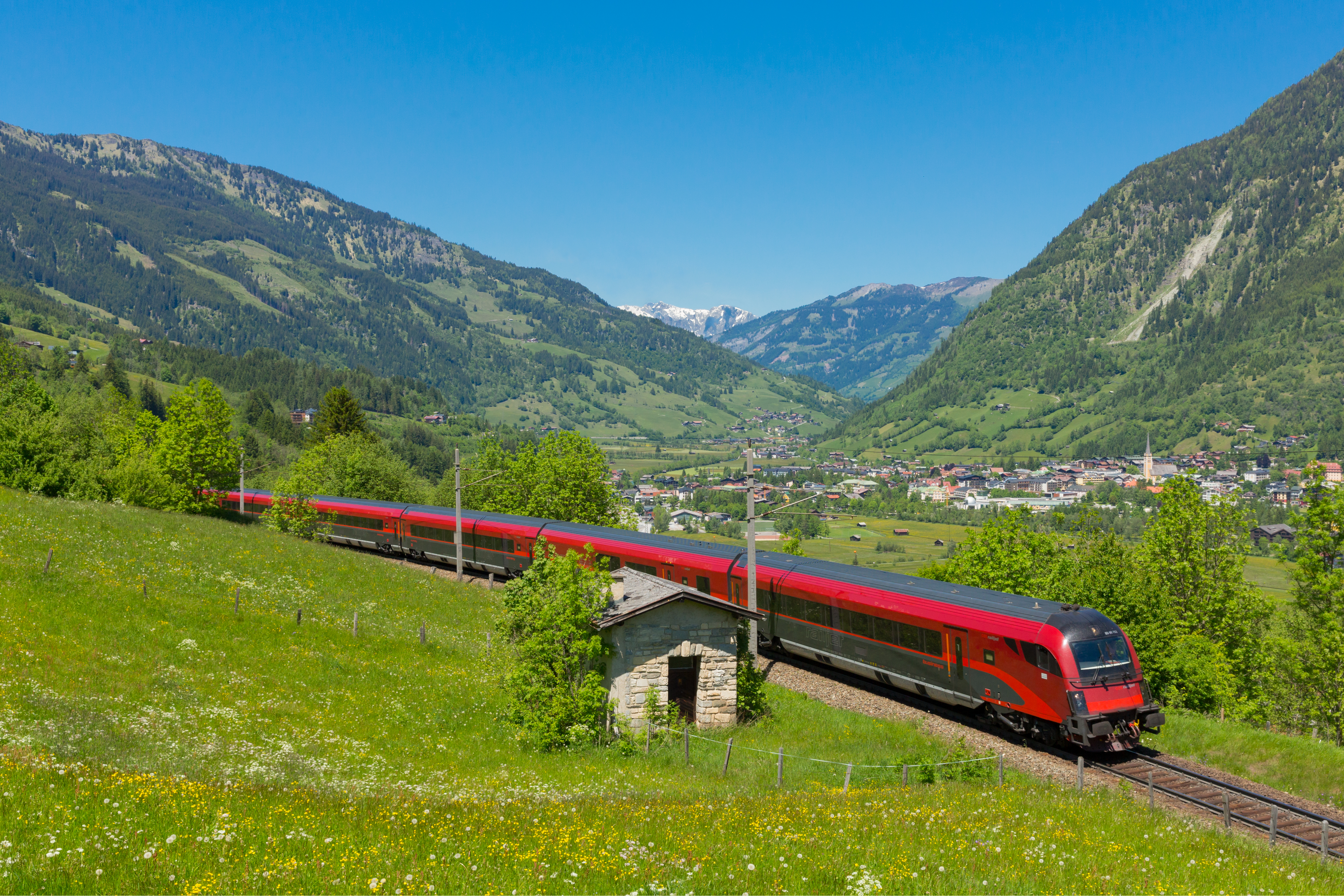
Railjet bei Bad Hofgastein

### Verkehr
Der Bahnhof Bad Hofgastein an der Tauernbahn befindet sich ungefähr drei Kilometer nördlich des Stadtzentrums im Ortsteil Breitenberg; die näher am Ort gelegene Station Bad Hofgastein Haltestelle wurde aufgelassen. Bad Hofgastein liegt an der Gasteiner Straße, die von Lend im Salzachtal nach Böckstein führt.

## Persönlichkeiten

### Söhne und Töchter der Gemeinde
- Franz Hofer (1902–1975), NSDAP-Gauleiter von Tirol-Vorarlberg
- Regine Dapra (1929–2012), Malerin und Autorin
- Winfried Platzgummer (1930–2024), Rechtswissenschafter
- Hans Grugger (* 1981), Skirennläufer

### Mit der Gemeinde verbundene Persönlichkeiten
- Franz Fuchs  (1870–1925), Fotograf
- Bernhard Gruber (* 1982), Skifahrer (nordische Kombination)
- Helmut Kohl (1930–2017), Bundeskanzler der Bundesrepublik Deutschland; oftmaliger oder gar jährlicher Gast zur Fastenkur

## Bildergalerie

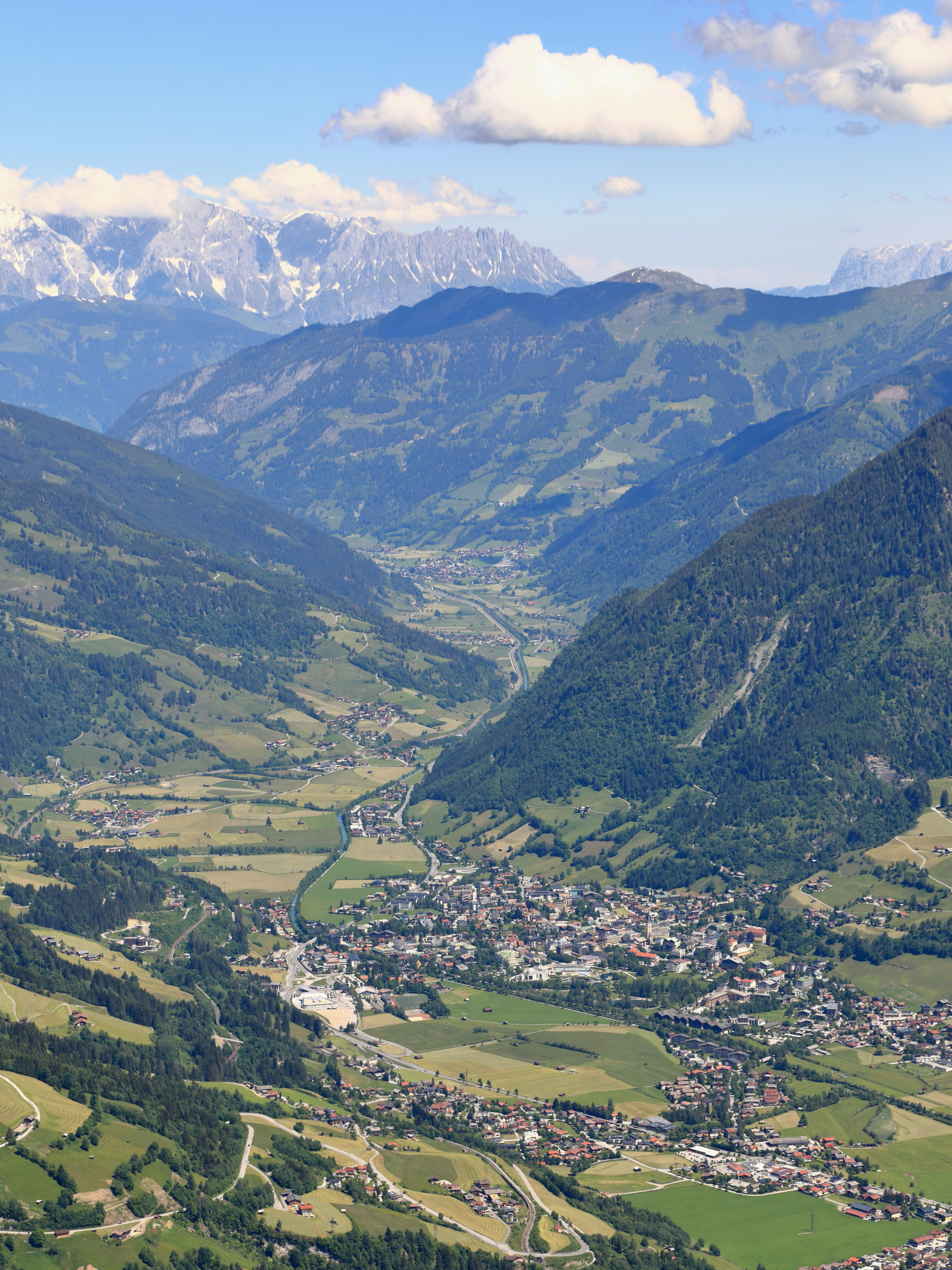
Bad Hofgastein vom Stubnerkogel aus gesehen mit Dorfgastein im Hintergrund
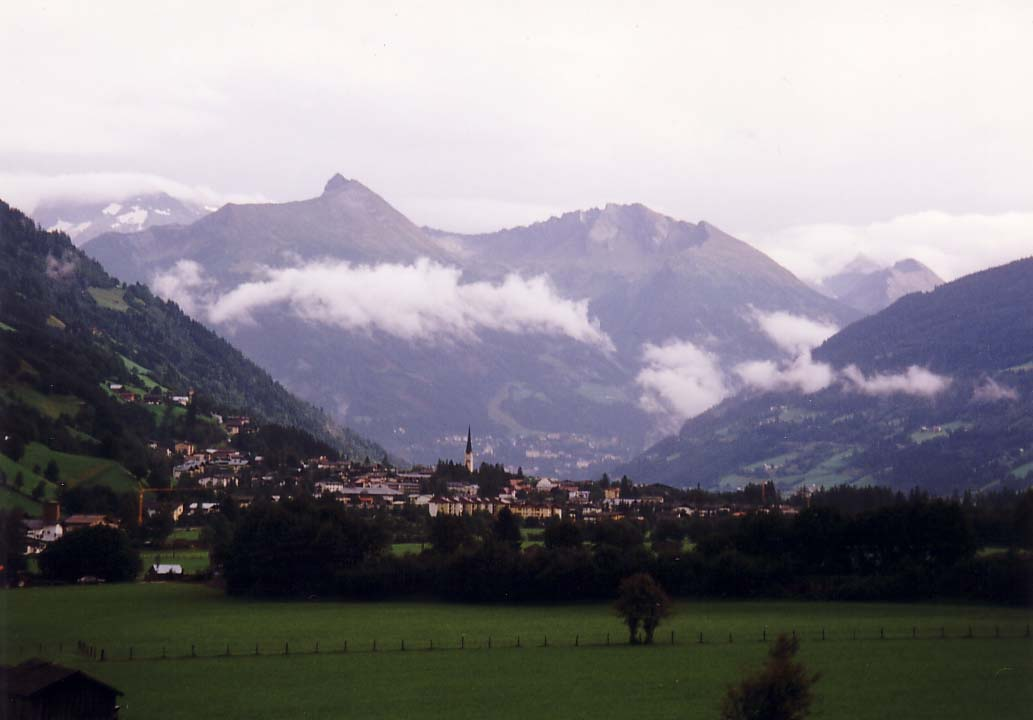
Bad Hofgastein vor dem Radhausbergmassiv, links in Wolken die Gamskarlspitze
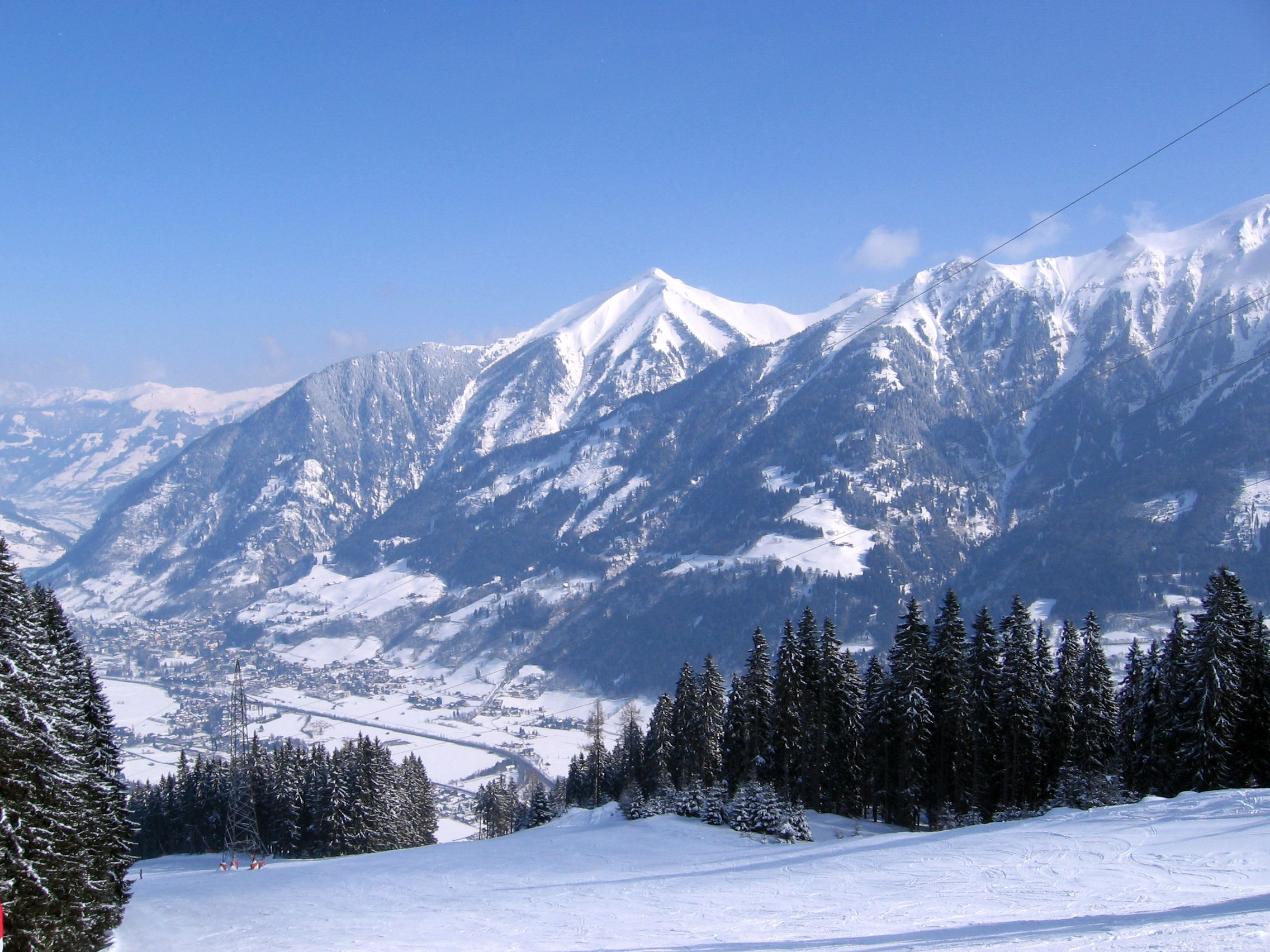
Panoramablick auf Bad Hofgastein im Winter
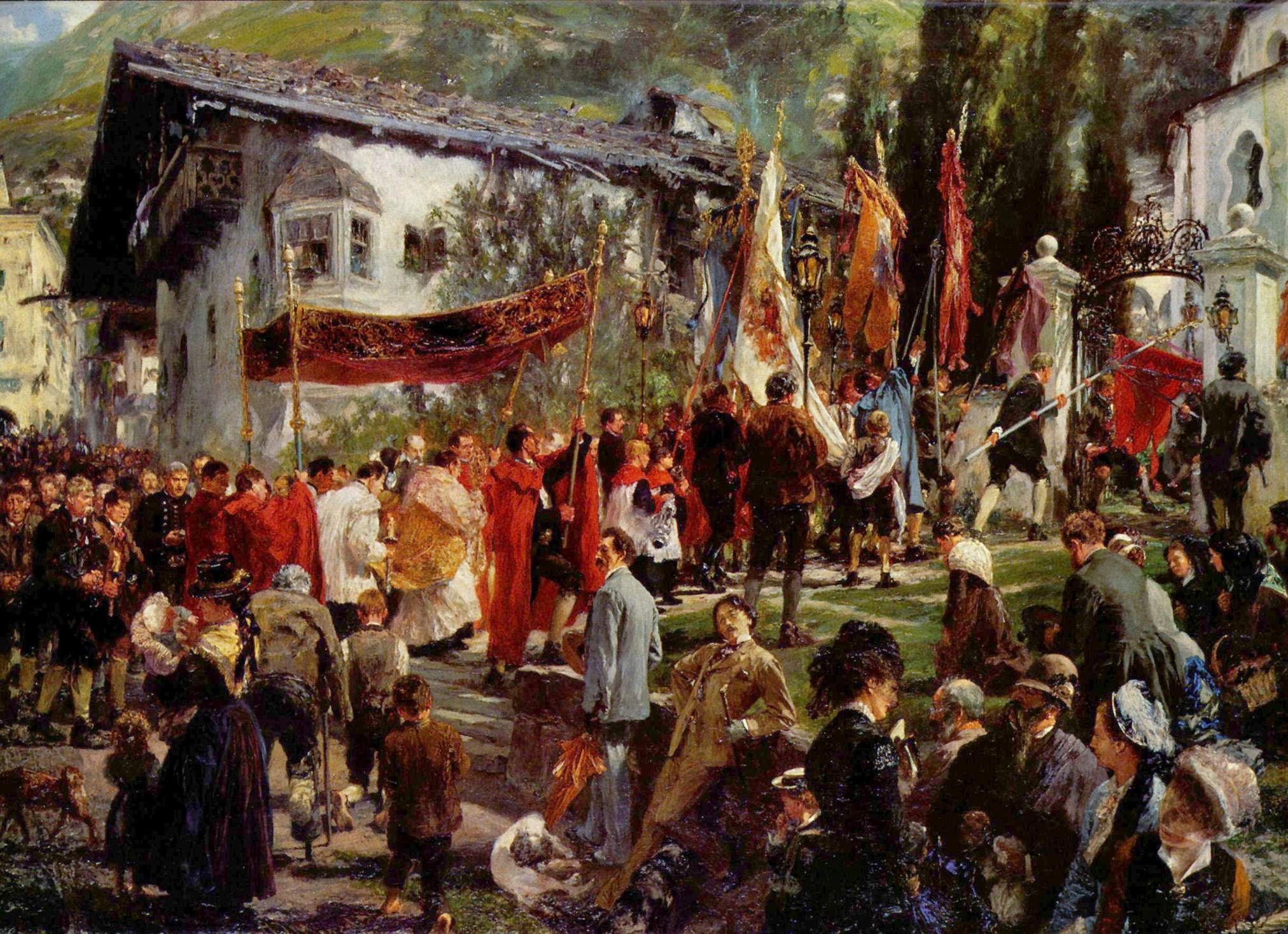
Adolph von Menzel: Fronleichnamsprozession in Hofgastein
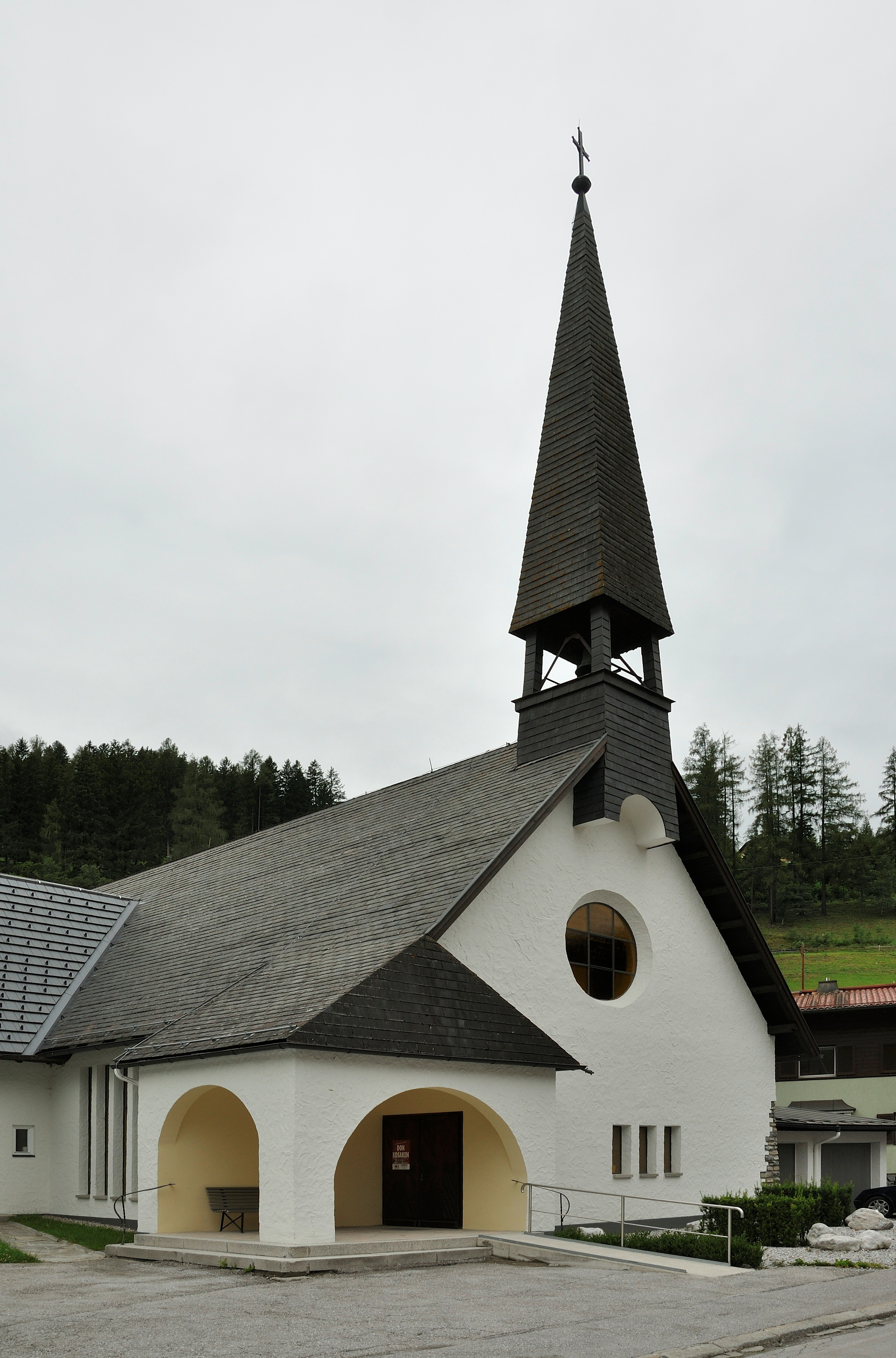
Evangelische Pfarrkirche A.u.H.B.